# Muzeum Ewolucji
Het Muzeum Ewolucji (Evolutiemuseum), voluit Muzeum Ewolucji Instytutu Paleobiologii Polskiej Akademii Nauk w Warszawie is het natuurhistorisch museum van de Poolse hoofdstad Warschau. Het museum werd geopend in 1968 en bevindt zich in het Paleis van Cultuur en Wetenschap.
Het museum bestaat uit vier publieke zalen. De eerste zaal richt zich op de evolutie van de tetrapoden. Het Mesozoïcum vormt het thema van de tweede zaal met onder meer fossielen en modellen van de Poolse uitgestorven reptielen Silesaurus, Polonosuchus, Cyclotosaurus en Stagonolepis. In de derde zaal richt zich eveneens op dinosauriërs en er is onder meer een skelet van 
Tarbosaurus te zien. De evolutie van de zoogdieren wordt in de laatste zaal behandeld met opgezette exemplaren, fossielen en modellen.